# Autoroute A9 (France)
Pour les articles homonymes, voir A9 et Autoroute A9.

L'autoroute A9, dite La Languedocienne (entre la ville d'Orange et l'échangeur de l'A61 au niveau de Narbonne) et La Catalane (de l'A61 à la frontière espagnole), est une autoroute française qui commence par la bifurcation de l'A7 à Orange en direction de Marseille (sens Nord-Sud), ou en direction de Lyon (sens Sud-Nord) via l'échangeur d'Orange sur la commune d'Orange. Elle se termine à la frontière espagnole, au raccordement avec l'autoroute espagnole AP-7, sur la commune du Perthus, dans les Pyrénées-Orientales. Elle fait partie des routes européennes E15 et E80.
Elle traverse les départements du Vaucluse (région Provence-Alpes-Côte d'Azur), du Gard, de l'Hérault, de l'Aude et des Pyrénées-Orientales (région Occitanie). Cette autoroute dessert, entre autres, Perpignan (Pyrénées-Orientales), Narbonne (Aude), Béziers, Sète, Montpellier (Hérault), Nîmes (Gard) et Orange (Vaucluse).
L'A9 est concédée aux Autoroutes du Sud de la France (ASF). Radio Vinci Autoroutes (107.7 FM) fonctionne sur l'A9 secteur ASF. L'A9 fait partie sur le réseau ASF de la zone EST.

## Historique

### Le projet
Pris en considération dans les années 1960, le projet d'autoroute du Languedoc sera construit sur près de vingt ans, en deux temps, d'abord entre Orange et Narbonne dès 1962 sous le nom de A9, puis entre Narbonne et Le Perthus, à la frontière espagnole dès 1971 sous le nom de B9, pour une livraison totale en 1978.

### La réalisation
La première convention de concession avec la Société de l'Autoroute de la vallée du Rhône (SAVR) est signée le 21 mars 1966.
Déclaré d'utilité publique en 1962, le premier tronçon appelé déviation de Montpellier, la section Vendargues - Saint-Jean-de-Védas, est mis en service le 18 décembre 1967.
Le dernier tronçon entre Narbonne et Perpignan est lui ouvert à la circulation le 28 mai 1978. L'ensemble est renommé A9 en 1982.

### Les aménagements ultérieurs
Construite en 2 fois 2 voies, son élargissement total en 2 fois 3 voies est réalisé entre 1987 et 2015.
À la suite du débat public tenu en 2006 sur la politique des transports dans la vallée du Rhône et l'arc languedocien, les ministères concernés (Écologie, Énergie, Développement durable, Mer) concluent que « l'élargissement des autoroutes A7 et A9 n'est pas retenu. Un point de rendez-vous est fixé cinq ans plus tard ».
En 2010, l'échangeur de Béziers-Est (no 35) est supprimé au profit d'un échangeur avec l'autoroute A75. De plus, cette sortie est devenue inutile avec la création de la sortie no 64 sur l'A75 qui fait office de nouvelle sortie Béziers-Est. Contrairement à la no 35 sur l'A9, celle sur l'A75 est gratuite (uniquement dans le sens Clermont-Ferrand-Béziers car dans l'autre sens les automobilistes viennent de payer leur sortie de l'A9).
En 2016, des travaux de réaménagement de la bifurcation avec l'A61 ont lieu afin de fluidifier cet important échangeur autoroutier. Ils doivent se poursuivre jusqu'en 2019.

#### Le doublement de l'autoroute au niveau de Montpellier
En 2013, les travaux de déplacement de l'autoroute au niveau de la ville de Montpellier sont lancés afin de séparer la circulation locale et celle de transit dans un but de réduction des embouteillages routiers. Une nouvelle section de 12 km, à 2 fois 3 voies, fut construite entre Saint-Jean-de-Védas et Baillargues et a ouvert dans son intégralité le 31 mai 2017.
Concédée à ASF et réservée au trafic de transit, c'est elle qui a repris le nom d'A9. Son tracé est couplé avec la ligne ferroviaire du contournement de Nîmes et Montpellier afin de minimiser l'impact environnemental.
La section existante de 23 kilomètres a pris le nom d'A709, demeure concédée à ASF tout en étant gratuite et assure un rôle de desserte locale de l'agglomération montpelliéraine.

À cette occasion, le péage vétuste de Gallargues-le-Montueux dans le Gard a été démoli pour laisser place à un nouveau plus proche de Montpellier (15 kilomètres en aval) construit à Baillargues. C'est avec ce péage et avec celui de Saint-Jean-de-Védas que l'autoroute A709 gratuite est délimitée, l'autoroute A9 ne comportant plus de barrière de péage à Montpellier, ce qui évite les embouteillages et l'arrêt pour le trafic de transit.

### Faits divers
En marge du mouvement des gilets jaunes, plusieurs péages de l'A9 ainsi que le district autoroutier Vinci Autoroutes de Narbonne ont été pris pour cibles par des gilets jaunes.

### Futur
- Dans le cadre des travaux de la LEO (Liaison Est-Ouest au Sud d'Avignon), un prolongement vers l'A9 de cette route est prévu afin de desservir la ville d'Avignon. Il sera ainsi possible de rejoindre l'A7 en direction de Marseille via cette voie express. Les travaux au niveau de l'échangeur d'Orange avec l'A7 en direction de Marseille ont déjà été réalisés. La fin de réalisation était annoncée après 2015[7].

## Circulation

### Parcours
L'autoroute emprunte le tracé exact de l'ancienne voie romaine Via Domitia, depuis le Perthus jusqu'au niveau d'Avignon.

La Languedocienne (sorties de 22 à 38)

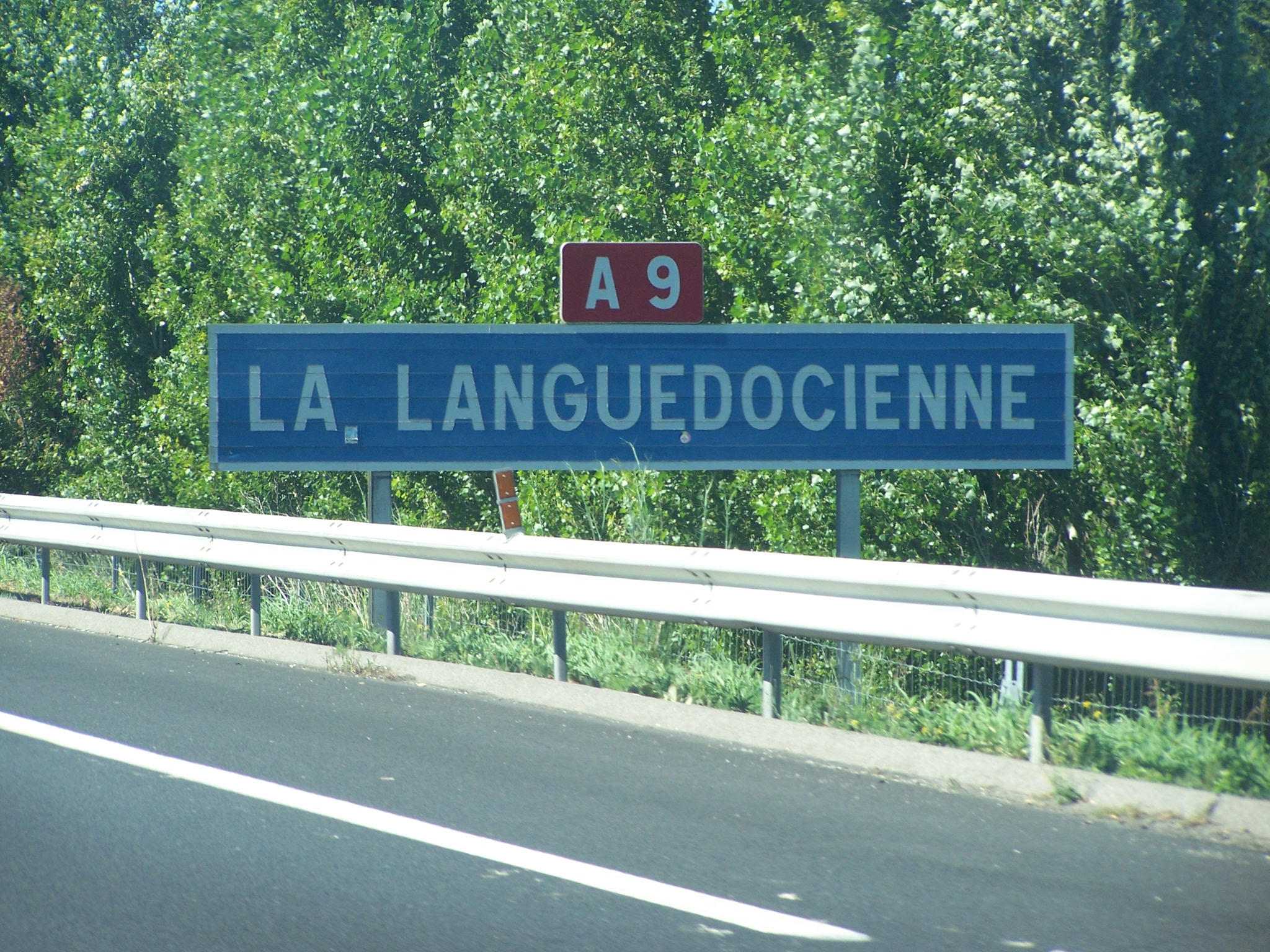
A9 : La Languedocienne.

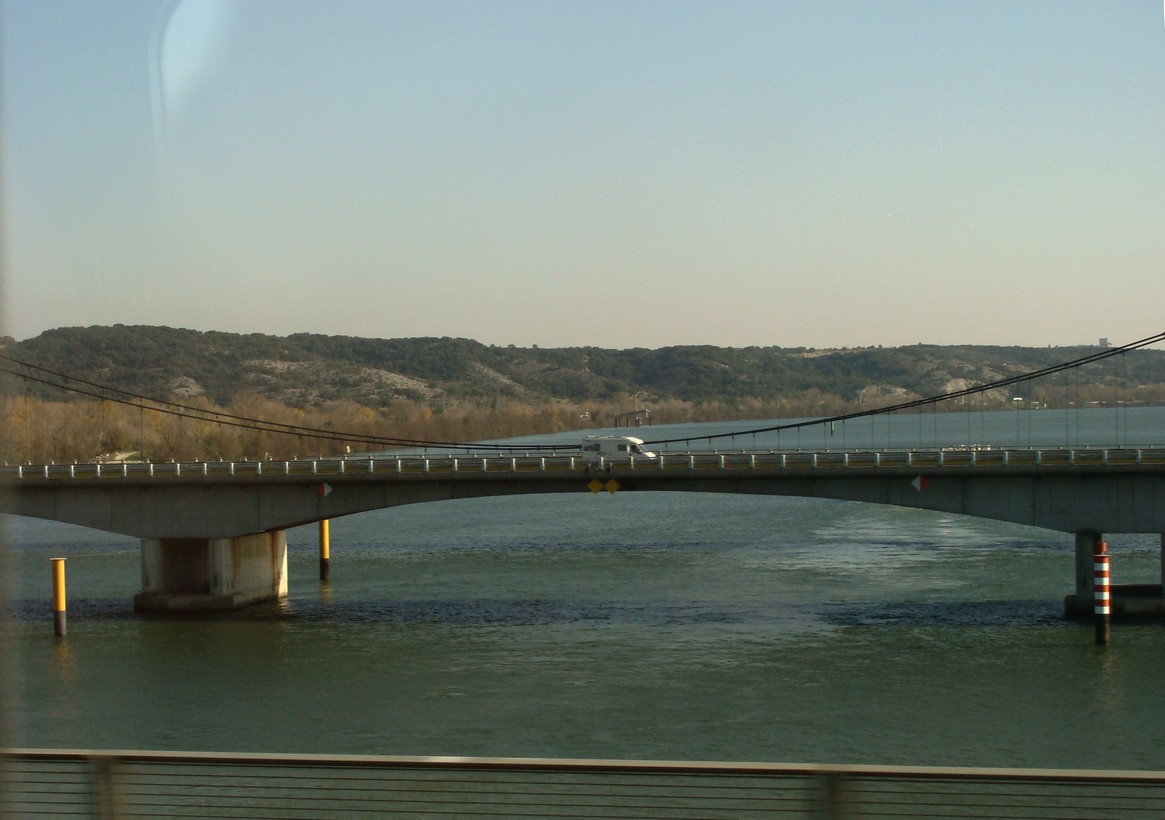
Le viaduc sur le Rhône à Roquemaure.

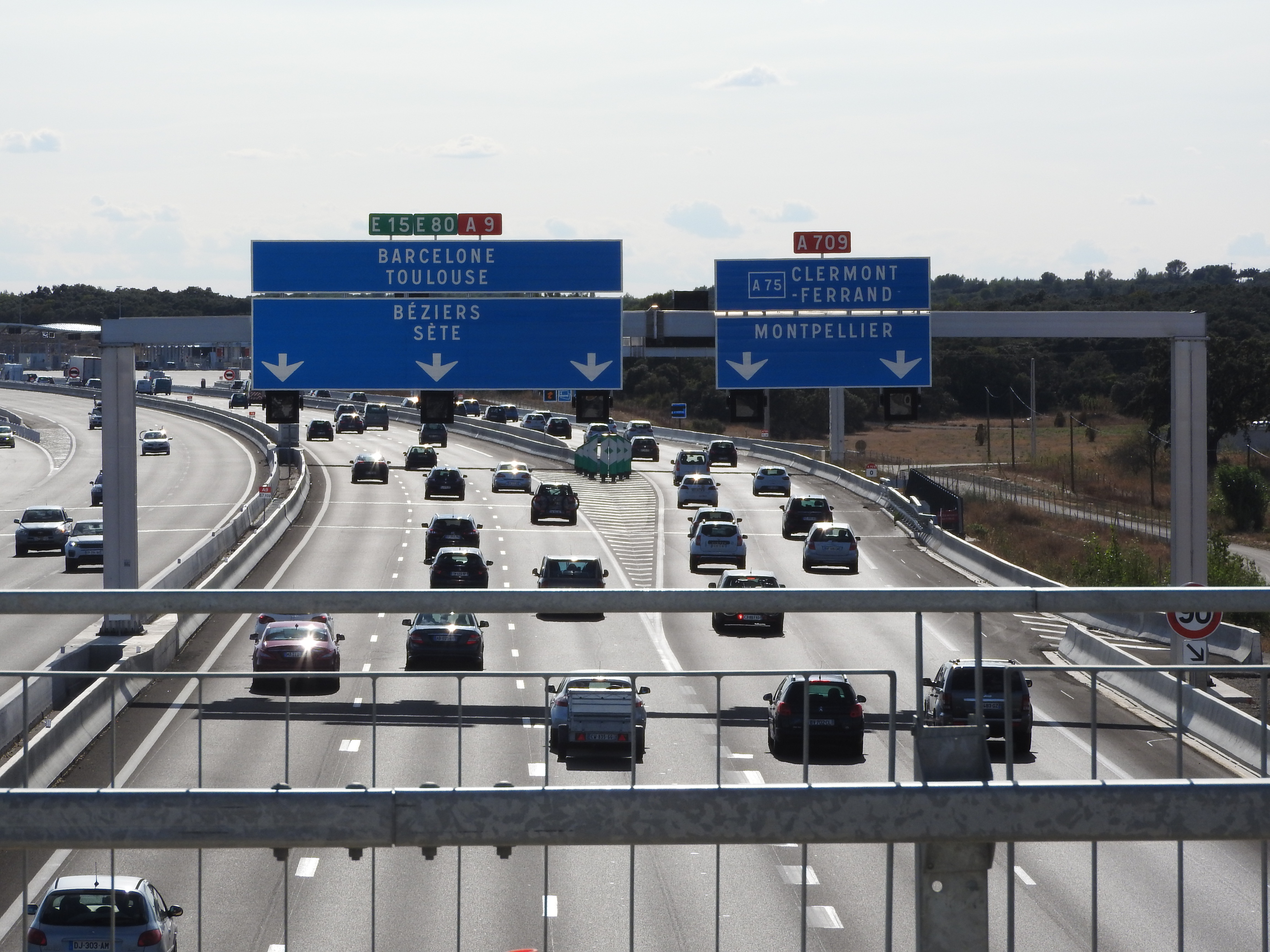
Croisement A9 x A709 (km 86).

- Échangeur entre A7 et A9 +  21 Orange - centre (sortie de l'A7) (échangeur d'Orange) à 0 km (demi-échangeur) : 
  - A7 : Lyon, Valence, Montélimar
  -  21 : Marseille (A7), Carpentras, Orange, Vaison-la-Romaine
- Viaduc sur le Rhône + Passage du département de Vaucluse à celui du Gard. Passage de la région Provence-Alpes-Côte d'Azur à celui Occitanie.
  -  Aire de repos de Roquemaure (dans les deux sens) et mise à 2 × 3 voies sur 500 mètres
- 22 Roquemaure à 14,1 km : Avignon, Villeneuve-lès-Avignon, Roquemaure, Laudun-l'Ardoise, Bagnols-sur-Cèze, C.E.A. Marcoule
  -  mise à 2 × 3 voies
  -  Aire de service de Tavel (dans les deux sens) (km 17,8)
  -  réduction des voies à 2 × 2 voies
  -  Aire de repos d'Estezargues (dans les deux sens) (km 24,5)
  -  Mise à 2 × 3 voies (km 26)
- 23 Remoulins à 29 km : Uzès, Remoulins, Beaucaire - Tarascon, Avignon,  Pont du Gard
  -  Aire de repos de Lédenon (dans les deux sens) (km 35,7)
  -  Aire de service de Nîmes-Marguerittes (dans les deux sens) (km 43)
- 24 Nîmes - est à 46,3 km : Nîmes - centre, Courbessac, Marguerittes, Beaucaire - Tarascon
- 25 Nîmes - ouest +  Échangeur entre A54 et A9 à 54,6 km : 
  -  25 : Nîmes - Saint-Cézaire, Alès
  - A54 : Marseille (A55), Arles, Aix-en-Provence (A8),  Garons
- Aire de repos de Milhaud (dans les deux sens) (km 59,3)
  -  Aire de repos de Vergèze (dans les deux sens) (km 67,9)
- 26 Gallargues à 71,5 km : Vauvert, Aigues-Mortes, Le Grau-du-Roi, Gallargues-le-Montueux

Passage du département du Gard à celui de l'Hérault.
- -  Aire de service d’Ambrussum (dans les deux sens) (km 76,4)
- 27 Lunel à 78,4 km : La Grande-Motte, Lunel, Sommières
  -  Aire de repos de Nabrigas (sens  Orange-Espagne)
- Échangeur entre A709 et A9 à 86 km : desserte de l'agglomération de Montpellier, Clermont-Ferrand (A75 - A750),  Méditerranée (de et vers Orange)
- Échangeur entre A709 et A9 à 109 km : desserte de l'agglomération de Montpellier,  Méditerranée (de et vers l'Espagne)
  -  Aire de service de Montpellier Fabrègues (dans les deux sens)
  -  Aire de repos de Gigean (dans les deux sens)
- 33 Sète à 132 km : Sète, Mèze, Balaruc-le-Vieux, Frontignan
  -  Aire de repos de Loupian-Georges Brassens (sens  Espagne-Orange)
  -  Aire de repos de Mèze (sens  Orange-Espagne)
  -  Aire de repos de Florensac (dans les deux sens)
- 34 Agde - Pézenas à 155 km : Agde, Pézenas, Bessan, Vias
  -  Aire de service de Béziers Montblanc (dans les deux sens)
- Échangeur entre A75 et A9 à 166 km : Clermont-Ferrand, Millau, Béziers - centre, Valras-Plage,  Béziers-Cap d'Agde, Serignan
- 36 Béziers - ouest à 173 km : Béziers, Vendres, Castres, Mazamet
  -  Aire de repos de Lespignan (dans les deux sens)

Passage du département de l'Hérault à celui de l'Aude.
- -  Aire de service de Narbonne Vinassan (dans les deux sens)
- 37 Narbonne - est à 194 km : Narbonne - centre, Narbonne-Plage, Gruissan
- 38 Narbonne - sud à 198 km : Narbonne, Carcassonne, Béziers, Perpignan par RD
- Échangeur entre A61 et A9 à 200 km : Bordeaux, Toulouse, Carcassonne

La Catalane (sorties de 39 à 43)
- -  Aires de repos de Prat-de-Cest (sens  Orange-Espagne),  de Bages (sens Espagne-Orange)

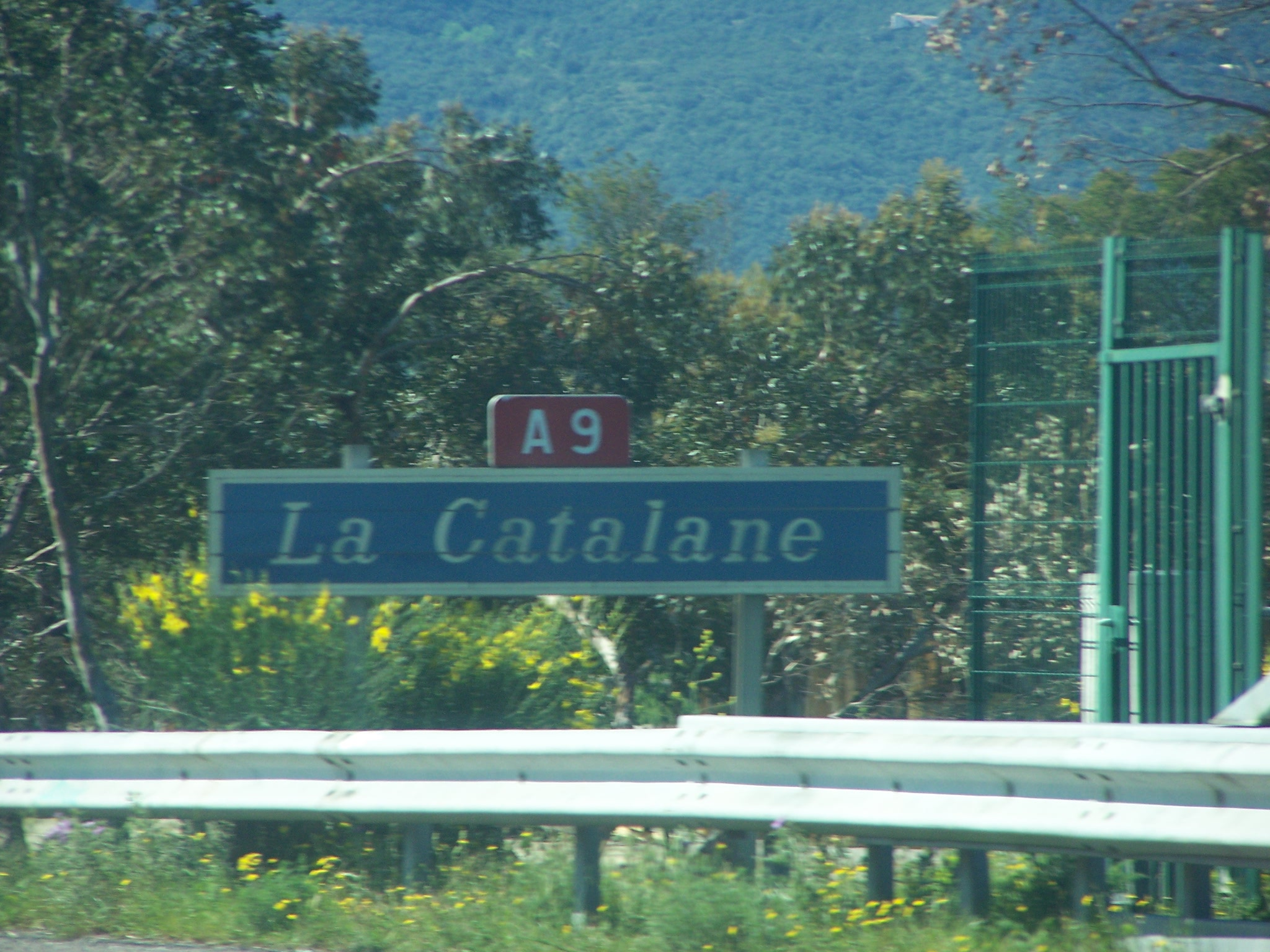
A9 : La Catalane.

- 39 Sigean à 215 km : Sigean, Port-la-Nouvelle
  -  Aires de repos de Gasparets (sens  Orange-Espagne),  de Sigean (sens Espagne-Orange)
  -  Aire de service de La Palme (dans les deux sens)
- 40 Leucate à 226 km : Leucate, Port Leucate, La Palme, Caves, Salses-le-Château
  -  Aire de repos de Fitou (dans les deux sens)

Passage du département de l'Aude à celui des Pyrénées-Orientales.
- -  Aire de repos du Château de Salses (dans les deux sens)
- 41 Perpignan - nord à 248 km : Perpignan - centre, Rivesaltes, Canet-en-Roussillon, Le Barcarès,  Aéroport de Perpignan-Rivesaltes, Salses-le-Château
  -  Aires de repos de Rivesaltes (sens  Orange-Espagne),  de Pia (sens Espagne-Orange)
- 42 Perpignan - sud à 256 km : Perpignan - centre,  Saint-Charles International, Prades, Thuir, Canet-en-Roussillon, Bourg-Madame, Andorre-la-Vieille ( Andorre)
  -  Aire de repos des Pavillons (dans les deux sens)
  -  Aire de service du Village Catalan (dans les deux sens)
- Péage du Perthus
- 43 Le Boulou à 275 km : Le Boulou, Argelès-sur-Mer, Céret, Le Perthus, Port-Vendres
- Fin de l'autoroute A9 (Col du Perthus) (km 280)

 France /  Espagne Frontière franco-espagnole  
- Entrée sur le territoire espagnol :  AP-7 en direction de : Barcelone, Gérone, La Jonquera

### Échangeur A9-A7

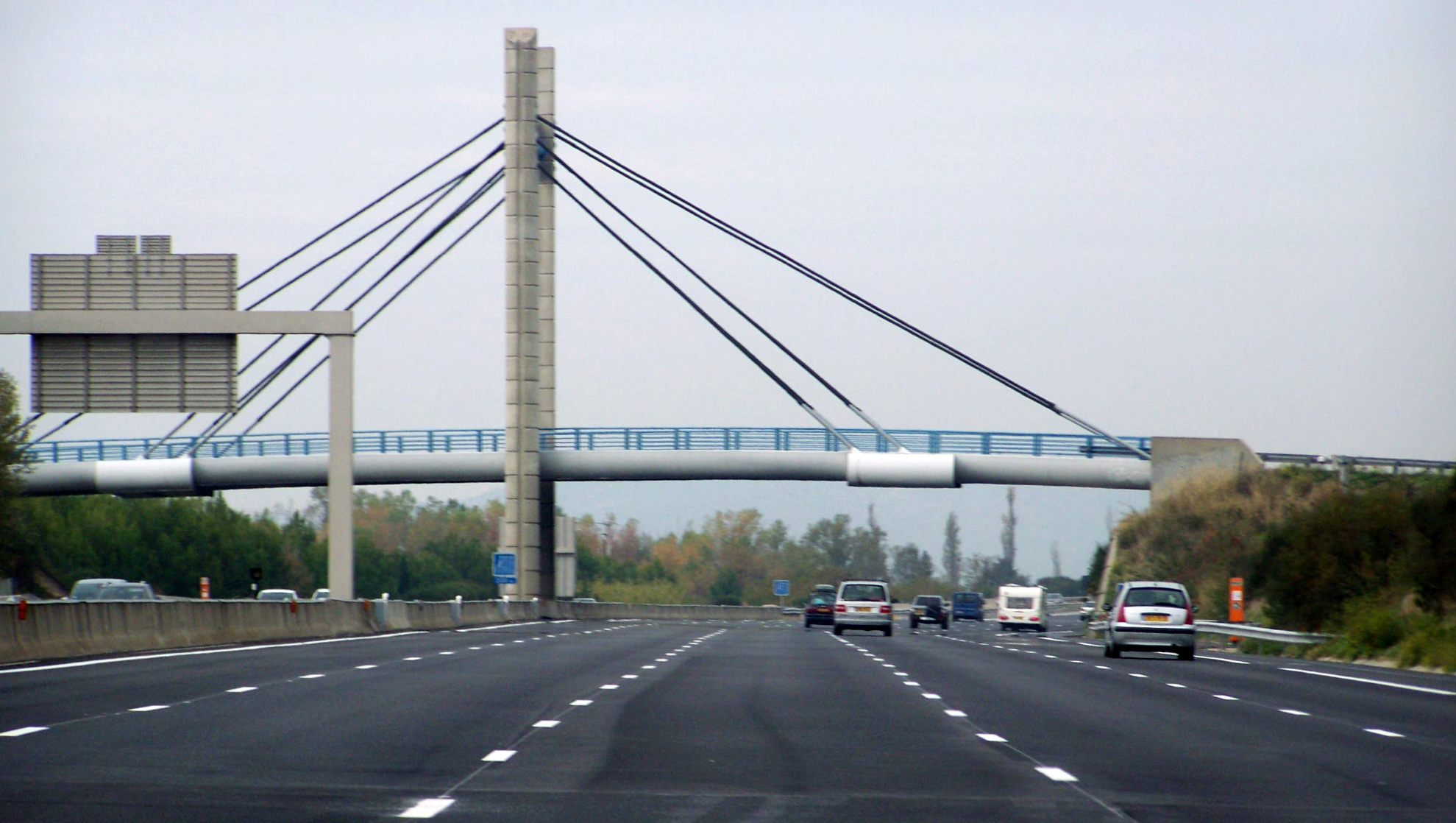
L'A7 au niveau de la jonction : 5 files dont les deux de droite proviennent de l'ex-A9.

- Il est impossible de bifurquer directement vers l'A7 en direction de Marseille à partir de l'Espagne. Il est nécessaire alors de prendre l'A54 à Nîmes pour rejoindre Marseille, ou, autre solution, de sortir à la commune d'Orange, coûtant finalement du temps en plus.
- À noter qu'il est également impossible de rejoindre l'A9 à partir de l'A7 dans le sens Sud-Nord. Comme dans le cas précédent, le passage par l'échangeur autoroutier de la commune d'Orange est obligatoire.

### Lieux sensibles
- Agglomération montpelliéraine / Échangeurs avec l'A709
- Col du Perthus (embouteillages incessants liés aux contrôles à la frontière).
- Échangeur d'Orange : Jonction A7 - A9

L'autoroute A9 est plus largement une autoroute très dangereuse par son trafic important, notamment en termes de transport de camions sur le territoire européen.

### Particularité
Sur deux tronçons, celui se situant sur les communes de Fabrègues et de Saint-Jean-de-Védas et celui sur les communes de Saint-Aunès et Saint-Brès, l'A9 est prise en étau par l'autoroute A709 (dont les deux sens se situent sur les deux côtés de l’aménagement routier). Cela est rendu possible car l'A9 au sud de Montpellier est destinée uniquement au trafic de transit, elle ne comporte donc pas de sorties.

## Sites remarquables
- Orange, Théâtre Antique
- Avignon, Palais des Papes
- Tavel
- Pont du Gard

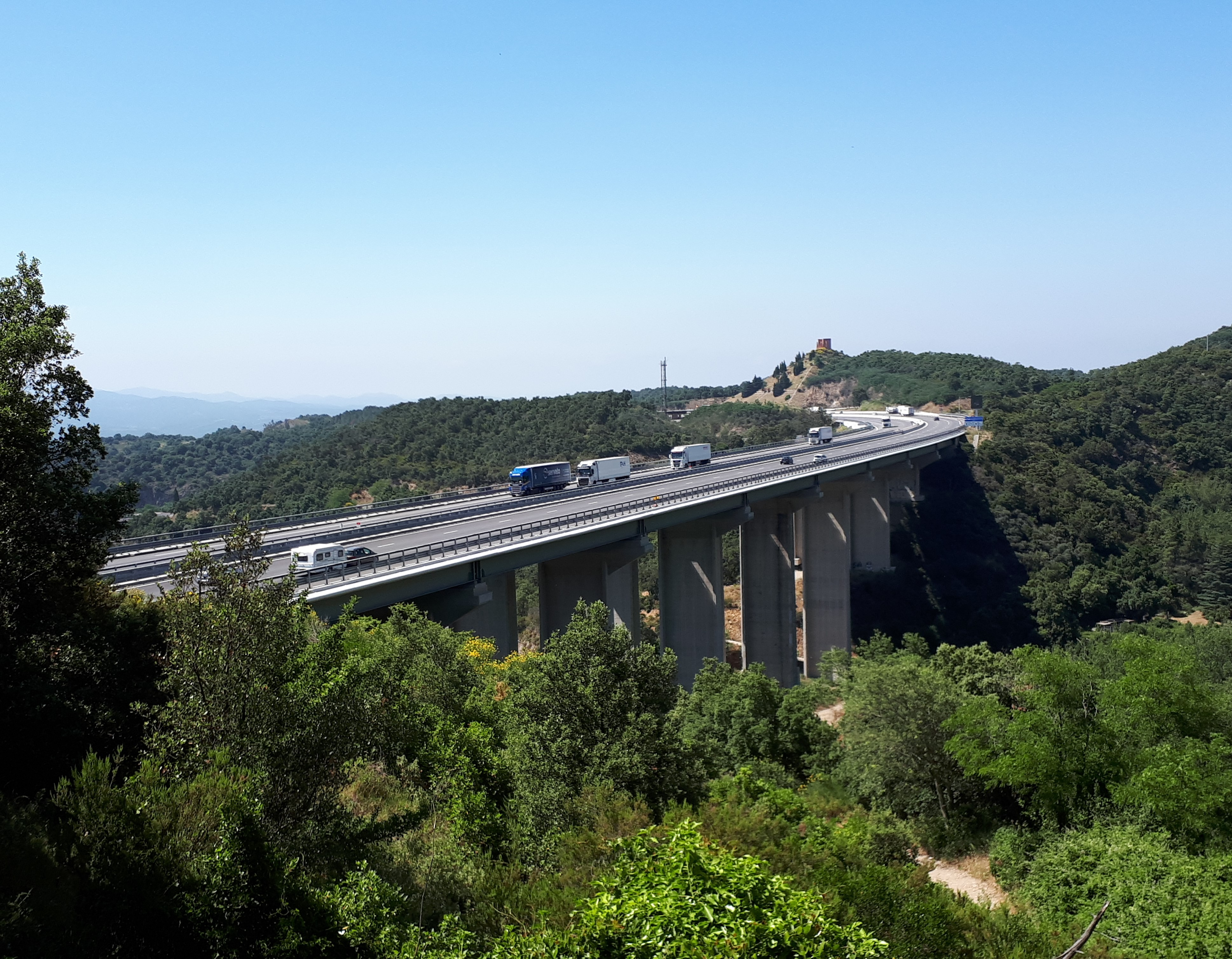
Le viaduc de Rome sur l'autoroute A9, Col du Perthus.

- Nîmes, Arènes de Nîmes, Maison Carrée
- Montpellier
- Béziers, Écluses de Fonseranes
- Narbonne
- Les plages de la Méditerranée
- Perpignan, Forteresse de Salses
- Pic du Canigou, Ligne de Cerdagne (familièrement appelée le Train Jaune)
- Col du Perthus (frontière franco-espagnole), constitue aussi une limite entre les autoroutes A9 et AP7